# Langues au Malawi
La langue officielle du Malawi est l'anglais, l'ancienne langue coloniale, employée surtout en zone urbaine, mais tout de même connue en zone rurale, il n'est la langue maternelle que de moins de 1 % de la population du pays et est très mal maitrisé et rarement usité par la population du pays ; l'anglais local parlé est l'anglais malawien (en).
Le chewa est la langue nationale et véhiculaire du pays, il est parlé dans tout le pays.
Le taux d'alphabétisme était de 64 % en 2008, 69 % parmi les hommes et 59 % parmi les femmes. Parmi les jeunes de 5 à 29 ans il atteint même 86 % chez les 15-19 ans.

## Recensement de 2008

### Langues maternelles
| Rang | Langue      | %     | Nombre     |
| ---- | ----------- | ----- | ---------- |
| 1    | Chewa       | 33    | 4 252 204  |
| 2    | Lomwe       | 18    | 2 288 285  |
| 3    | Yao         | 14    | 1 760 843  |
| 4    | Ngoni       | 11    | 1 492 850  |
| 5    | Tumbuka     | 9     | 1 152 017  |
| 6    | Nyanja      | 6     | 754 410    |
| 7    | Sena        | 4     | 467 958    |
| 8    | Tonga       | 2     | 270 833    |
| 9    | Nkhonde     | 1     | 129 914    |
| 10   | Lambya (en) | 0     | 59 452     |
| 11   | Senga       | 0     | 24 366     |
| 12   | Nyakyusa    | 0     | 18 751     |
| -    | Autre       | 3     | 357 615    |
|      | Total       | 100,0 | 13 029 498 |

### Langues d'alphabétisation
| Rang | Langue                     | % des alphabètes |
| ---- | -------------------------- | ---------------- |
| 1    | Chewa (total)              | 98               |
| 2    | Anglais (total)            | 52               |
|      | Autres (total)             | 15               |
|      | Chewa seul                 | 42               |
|      | Anglais seul               | 1                |
|      | Anglais et Chewa           | 43               |
|      | Autre langue seule         | 2                |
|      | Autre et Anglais           | 0                |
|      | Autre et Chewa             | 5                |
|      | Anglais, Chewa et autre    | 8                |
|      | Analphabète                | 36               |
|      | Alphabète                  | 64               |
|      | Personnes de 5 ans et plus | 10 676 345       |

## Recensement de 1998

### Langues du foyer
| Rang | Langue      | %     | Nombre    |
| ---- | ----------- | ----- | --------- |
| 1    | Chewa       | 57,2  | 5 679 482 |
| 2    | Nyanja      | 12,8  | 1 272 205 |
| 3    | Yao         | 10,1  | 999 024   |
| 4    | Tumbuka     | 9,5   | 939 109   |
| 5    | Sena        | 2,7   | 264 172   |
| 6    | Lomwe       | 2,4   | 241 576   |
| 7    | Tonga       | 1,7   | 165 654   |
| 8    | Nkhonde     | 0,8   | 84 000    |
| 9    | Ngoni       | 0,7   | 74 198    |
| 10   | Lambya (en) | 0,4   | 44 385    |
| 11   | Nyakyusa    | 0,2   | 24 824    |
| 12   | Senga       | 0,2   | 19 959    |
| 13   | Anglais     | 0,2   | 17 479    |
| 14   | Portugais   | 0,0   | 2 458     |
| -    | Autre       | 1,1   | 105 343   |
|      | Total       | 100,0 | 9 933 868 |